# Сидоров, Иван Дмитриевич
Иван Дмитриевич Сидоров (1916—1943) — капитан Рабоче-крестьянской Красной Армии, участник Великой Отечественной войны, Герой Советского Союза (1943).

## Биография
Иван Сидоров родился 24 сентября 1916 года в селе Светлый Яр (ныне — посёлок в Волгоградской области). Детство и юность провёл в Сталинграде, где окончил семь классов школы и школу фабрично-заводского ученичества, после чего работал слесарем на судоверфи. В августе 1934 года Сидоров был призван на службу в Рабоче-крестьянскую Красную Армию. В 1937 году он окончил Сталинградскую военную авиационную школу лётчиков. С июня 1941 года — на фронтах Великой Отечественной войны.
К июлю 1943 года капитан Иван Сидоров командовал эскадрильей 92-го истребительного авиаполка 279-й истребительной авиадивизии 6-го истребительного авиакорпуса 16-й воздушной армии Центрального фронта. К тому времени он совершил около 400 боевых вылетов, принял участие в 130 воздушных боях, сбив 11 вражеских самолётов лично и ещё 3 — в составе группы. 6 июля 1943 года в воздушном бою он был подбит. Видя неизбежность падения, Сидоров протаранил немецкий истребитель и выпрыгнул с парашютом, однако из-за перегоревших строп погиб. Похоронен в братской могиле в селе Брусовое Поныровского района Курской области.
Указом Президиума Верховного Совета СССР от 2 сентября 1943 года за «мужество, отвагу и героизм, проявленные на фронте борьбы с немецкими захватчиками», капитан Иван Сидоров посмертно был удостоен высокого звания Героя Советского Союза. Также был награждён орденом Ленина, двумя орденами Красного Знамени, орденом Отечественной войны 1-й степени, иностранным орденом.
В честь Сидорова названа улица в Волгограде.